# Mans Meijer
Herman Carel (Mans) Meijer (Sloten NH, 15 september 1916 – vermoedelijk 2011) was een Nederlands schilder, tekenaar en beeldhouwer.

## Leven en werk
Mans Meijer was een zoon van de kunstschilder Hendrik (Henk) Meijer en Anna Frederika Geertruida Zwets. Het gezin verhuisde in 1921 naar Den Haag, waar zijn vader docent werd aan de Academie van Beeldende Kunsten. Mans studeerde aan de academie als leerling van zijn vader, Paul Citroen, Willem Jacob Rozendaal, Willem Schrofer en kreeg boetseerlessen van Bon Ingen-Housz. Meijer en zijn ouders waren bevriend met Paul Citroen, de portretten die Citroen in 1937 van vader en zoon Meijer schilderde zijn opgenomen in de collectie van Museum de Fundatie.
Meijer schilderde, tekende en beeldhouwde in figuratieve stijl. Hij maakte onder meer reclamewerk en ontwierp affiches. Hij verhuisde naar Amsterdam, waar hij voor de Tweede Wereldoorlog werkte aan de reclameafdeling van de door zijn leermeester Citroen opgerichte Nieuwe Kunstschool. Hij nam in 1948 met een van zijn affiches deel aan de kunstwedstrijden in het Victoria and Albert Museum tijdens de Olympische Zomerspelen. Meijer ontving de tweede prijs bij een ontwerpwedstrijd voor een affiche voor de nationale reclasseringsdag 1949, de eerste prijs ging naar zijn vader. Mans Meijer ontving voor een affiche van het Lunapark (kermis) in Amsterdam de afficheprijs 1955 van het Genootschap voor Reclame in Utrecht. In de jaren 50 maakte Meijer een serie keramische gevelstenen voor de levensverzekeringsmaatschappij Nillmij. De reliëftegels hebben verschillende composities, maar bevatten elk een jongen met een balk (meetlat?), een huis en een olifantje, die zijn ontleend aan het embleem van de maatschappij. Ze werden geplaatst bij de entrees van flats die werden gebouwd in opdracht van de Nillmij. Ook een tegelmozaïek van de Nillmij in Breda is van Meijer.
Meijer gaf naast zijn werk als kunstenaar les aan de Haagse academie en aan de Gerrit Rietveld Academie. Hij trouwde in 1947 met Martje Smit. Zij woonden in Amsterdam, vanaf 10 maart 1967 in Breukelen, vanaf 4 juni 1974 te Epe en vanaf 1 december 1976 in Brasschart, in 1981 de eerste 9 maanden in Amsterdam en vanaf 21 september 1981 te Bonheiden in België). In 1986 verhuisde hij naar Keerbergen in België waar hij tot zijn overlijden was ingeschreven. 
Hij overleed op 95-jarige leeftijd op 01 december 2011 te Tremelo, België.

## Enkele werken
- 1955 affiche Lunapark in Amsterdam
- 1954 maandkalender 1955 voor de Nillmij
- reliëfs voor de Nillmij in Arnhem, die werden geplaatst in onder andere Amersfoort, Amstelveen, Assen, Breda (1957),[7] Dordrecht, Emmen, Eindhoven,[8] Groningen (1957),[9] Den Haag,[10] Rotterdam, Rijswijk (1957)[11], Tilburg, Utrecht[12] en Voorburg.
- 1957 bronskleurig wandkunstwerk ter herinnering aan de Wederopbouw voor de entree van het Lijbaancomplex, Joost Banckertsplaats 1, Rotterdam.[13]
- 1957 affiche Amsterdam Theaterstad voor Toneelmuseum Fodor
- 1957 maandkalender 1958 voor de Nillmij en Arnhem, met schilderijen van Suriname en Curaçao.
- 1958 affiche Lunapark, Amsterdam

## Fotogalerij

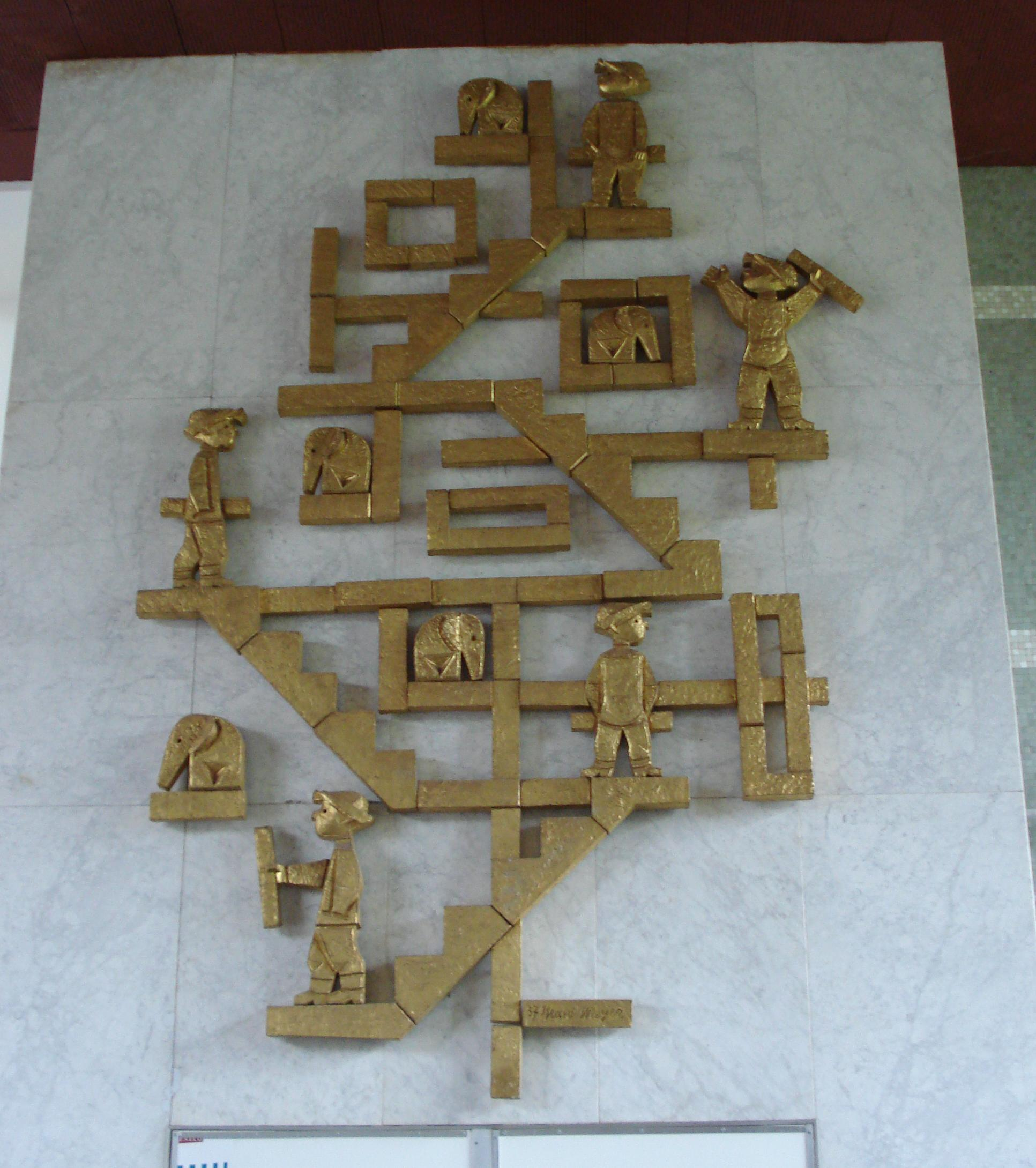
reliëf in de hal van de flat Aert van Nesstraat / van Ghentstraat, Rotterdam
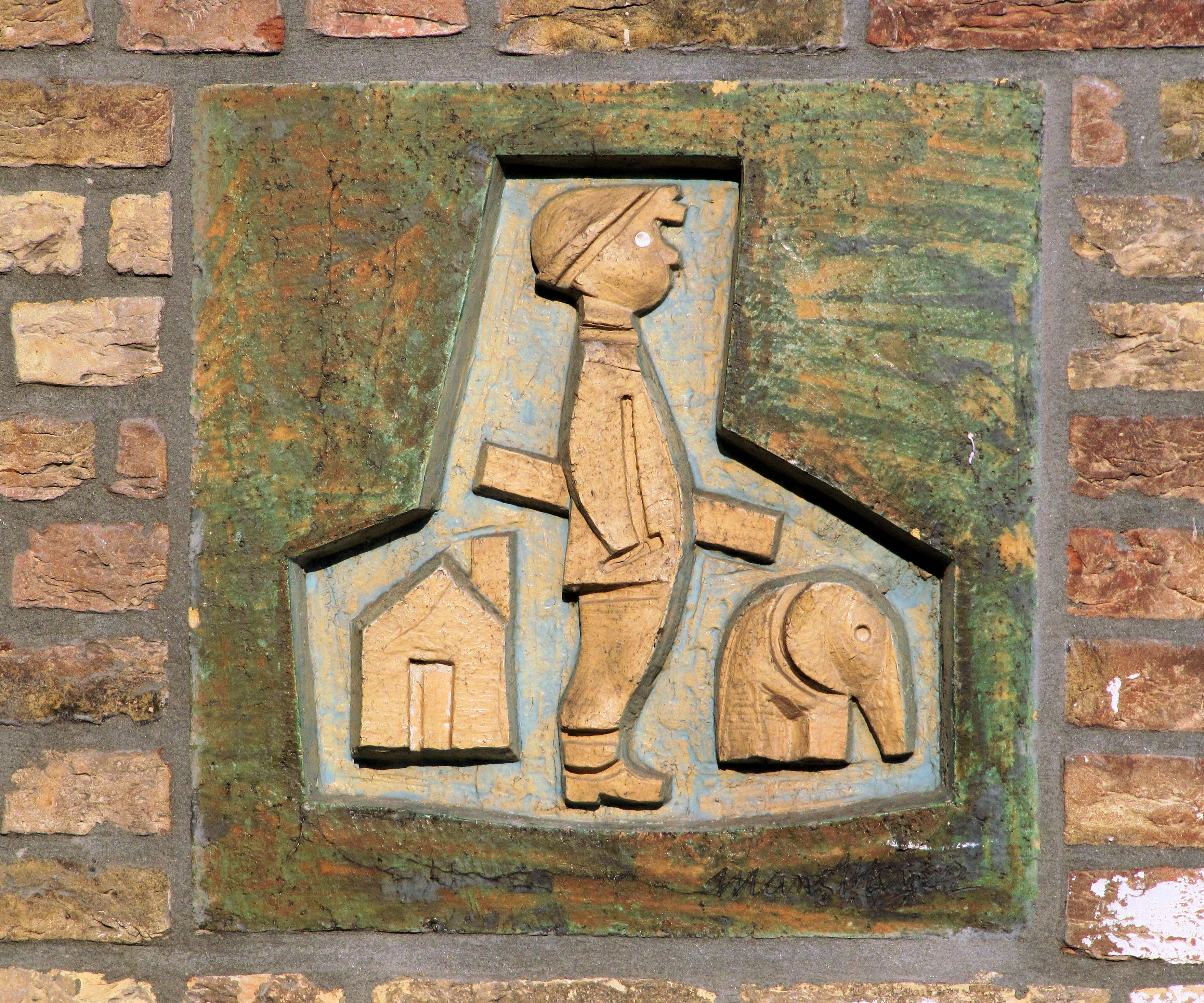
gevelsteen Nillmij in Amersfoort
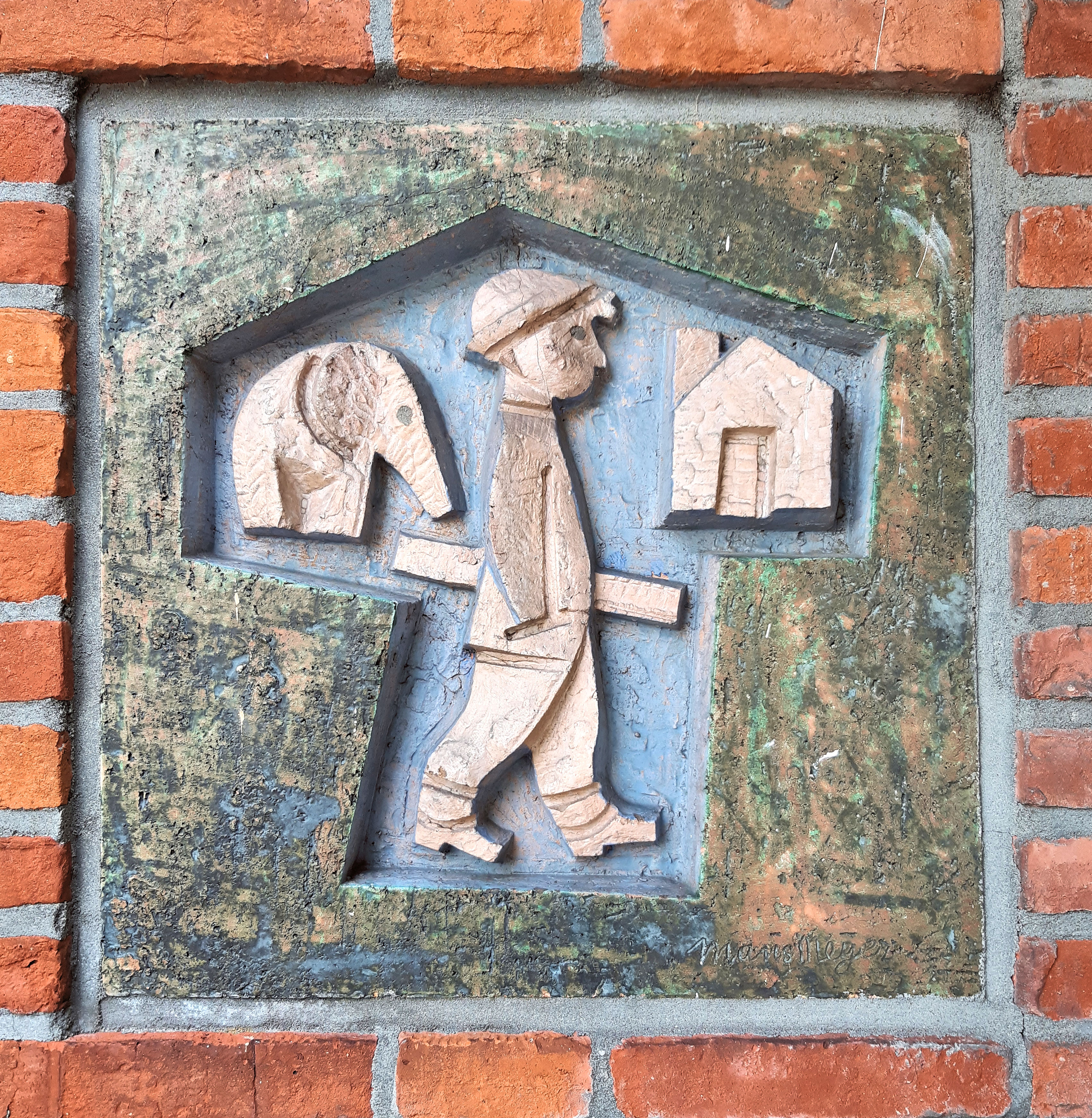
gevelsteen Nillmij in Assen
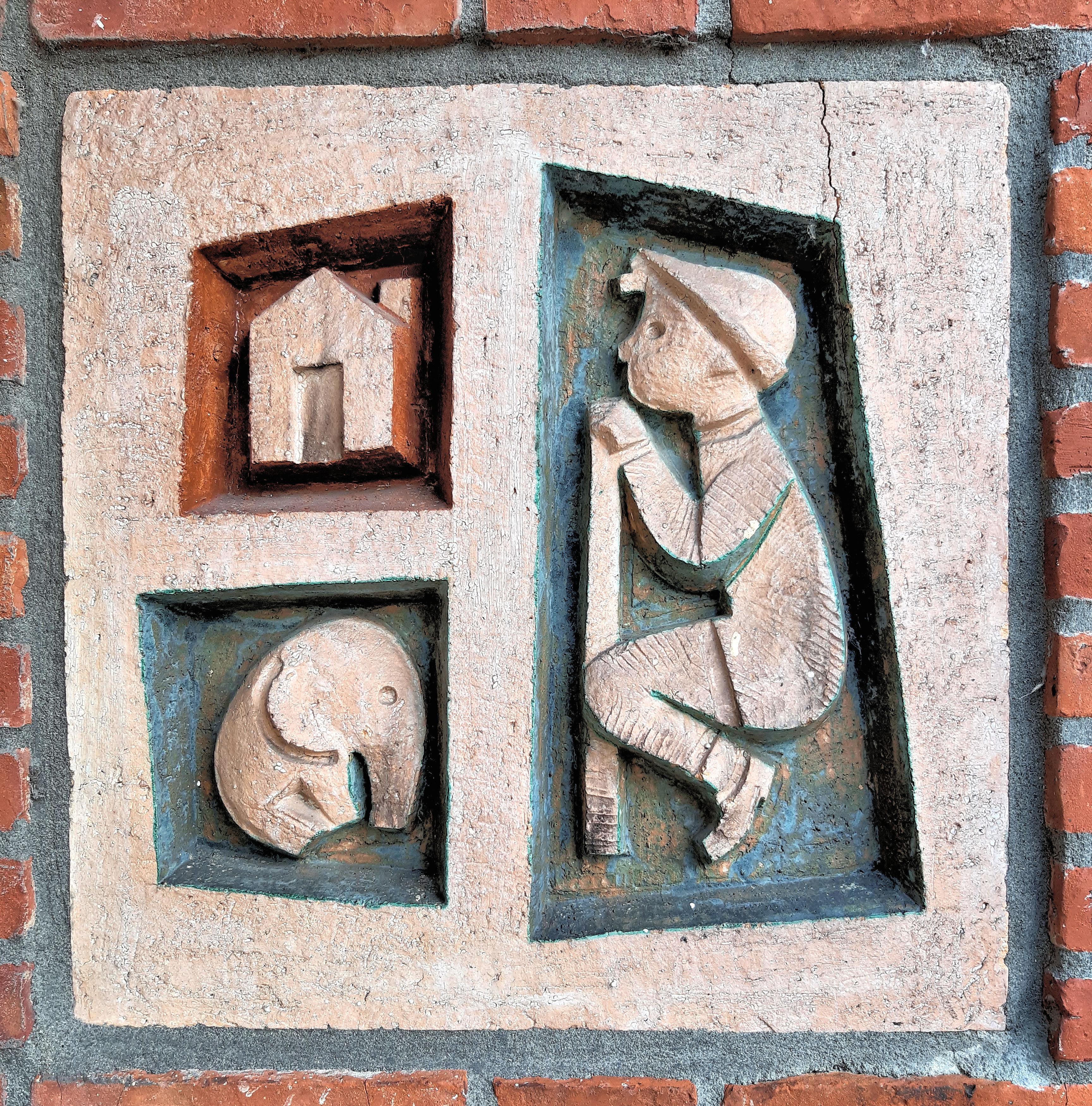
gevelsteen Nillmij in Assen

- Biografisch Portaal: 78068323
- RKD-Nederlands Instituut voor Kunstgeschiedenis: 54960